# СИАИ S.58
СИАИ S.58 (итал. SIAI S.58) је једноседи италијански ловац-хидроавион. Авион је први пут полетео 1924. године. 

Највећа брзина авиона при хоризонталном лету је износила 267 km/h.
Распон крила авиона је био 11,25 метара, а дужина трупа 9,10 метара. Празан авион је имао масу од 1117 kg. Нормална полетна маса износила је око 1477 kg. Био је наоружан са два 7,7 mm митраљеза Викерс.

## Наоружање
| Наоружање авиона: СИАИ         |     |
| Ватрено (стрељачко) наоружање  |     |
| Топ                            |     |
| Митраљез                       |     |
| Број и ознака митраљеза        | 2   |
| Калибар                        | 7,7 |
| Бомбардерско наоружање (бомбе) |     |
| Ракетно наоружање (ракете)     |     |